# Jamy (województwo lubelskie)
Jamy – wieś w Polsce położona w województwie lubelskim, w powiecie lubartowskim, w gminie Ostrów Lubelski. Leży przy drodze wojewódzkiej nr 813.
Wieś stanowi sołectwo gminy Ostrów Lubelski. Według Narodowego Spisu Powszechnego (III 2011 r.) wieś liczyła 295 mieszkańców.

## Historia
Uchwałą Sejmu Ustawodawczego z 22 lipca 1919 roku, przywracającą prawa miejskie Ostrowowi Lubelskiemu, Jamy wraz z sąsiednimi Bójkami otrzymały status przedmieścia Ostrowa Lubelskiego.  31 grudnia 1961 wyłączone je ponownie z Ostrowa i włączono jako samodzielne wsie do nowo utworzonej gromady Ostrów Lubelski.
W okresie II wojny światowej pobliskie Lasy Parczewskie stanowiły bazę oddziałów partyzanckich AK, BCh, GL/AL oraz radzieckich. 22 kwietnia 1943 w ramach operacji antypartyzanckiej Niemcy otoczyli w pobliżu Jam oddział GL dowodzony przez radzieckiego oficera, byłego jeńca Fiodora Kowalowa ps. „Teodor Albrecht”. Doszło do ciężkich walk z udziałem lotnictwa. Część oddziału wyszła z otoczenia w okolicach wsi, część pozostała w otoczeniu i po zużyciu amunicji popełniła samobójstwo. Poległo łącznie ok. 25 gwardzistów.
W nocy 7/8 marca 1944 partyzanci AL ze zgrupowania dowodzonego przez Mieczysława Moczara zaatakowali oddział turkmeńskich kolaborantów, który zatrzymał się na postój w Jamach. W odwecie niemiecka ekspedycja karna przeprowadziła następnego dnia pacyfikację wsi. Z rąk Niemców i ich kolaborantów zginęły wówczas 152 osoby, w tym wiele kobiet i dzieci. Jamy zostały doszczętnie spalone.
Po wojnie wieś odbudowano. Ofiary pacyfikacji upamiętnia pomnik wzniesiony w latach 60., a także Kaplica-Mauzoleum (poświęcona 1 lipca 2001 roku) oraz Izba Pamięci Pacyfikacji Wsi Jamy.
Jamy odznaczono Krzyżem Grunwaldu III klasy za czynny udział mieszkańców w antyhitlerowskim ruchu oporu.
W latach 1975–1998 miejscowość administracyjnie należała do ówczesnego województwa lubelskiego.
Wierni Kościoła rzymskokatolickiego należą do parafii Parafia Niepokalanego Poczęcia NMP w Ostrowie Lubelskim.